# Estação Chester (TTC)
 Coordenadas : formato inválido
Chester é uma estação do metrô de Toronto, localizada na linha Bloor-Danforth. Localiza-se no cruzamento da Danforth Avenue com a Chester Avenue. Chester é a única estação de metrô de Toronto que não possui nenhuma conexão com outras linhas de superfícies regulares do Toronto Transit Commission. As linhas 300 Bloor e 303 Don Mills passam pela estação durante a madrugada, quando a estação não está em operação. Isto torna a estação uma das menos movimentadas do sistema de metrô de Toronto. O nome da estação provém da Chester Avenue, a rua norte-sul onde a entrada da estação está localizada.